# 향군타워
향군타워(영어: Hyanggun Tower)는 대한민국 서울특별시 송파구 신천동에 위치한 오피스 빌딩이다.

## 갤러리

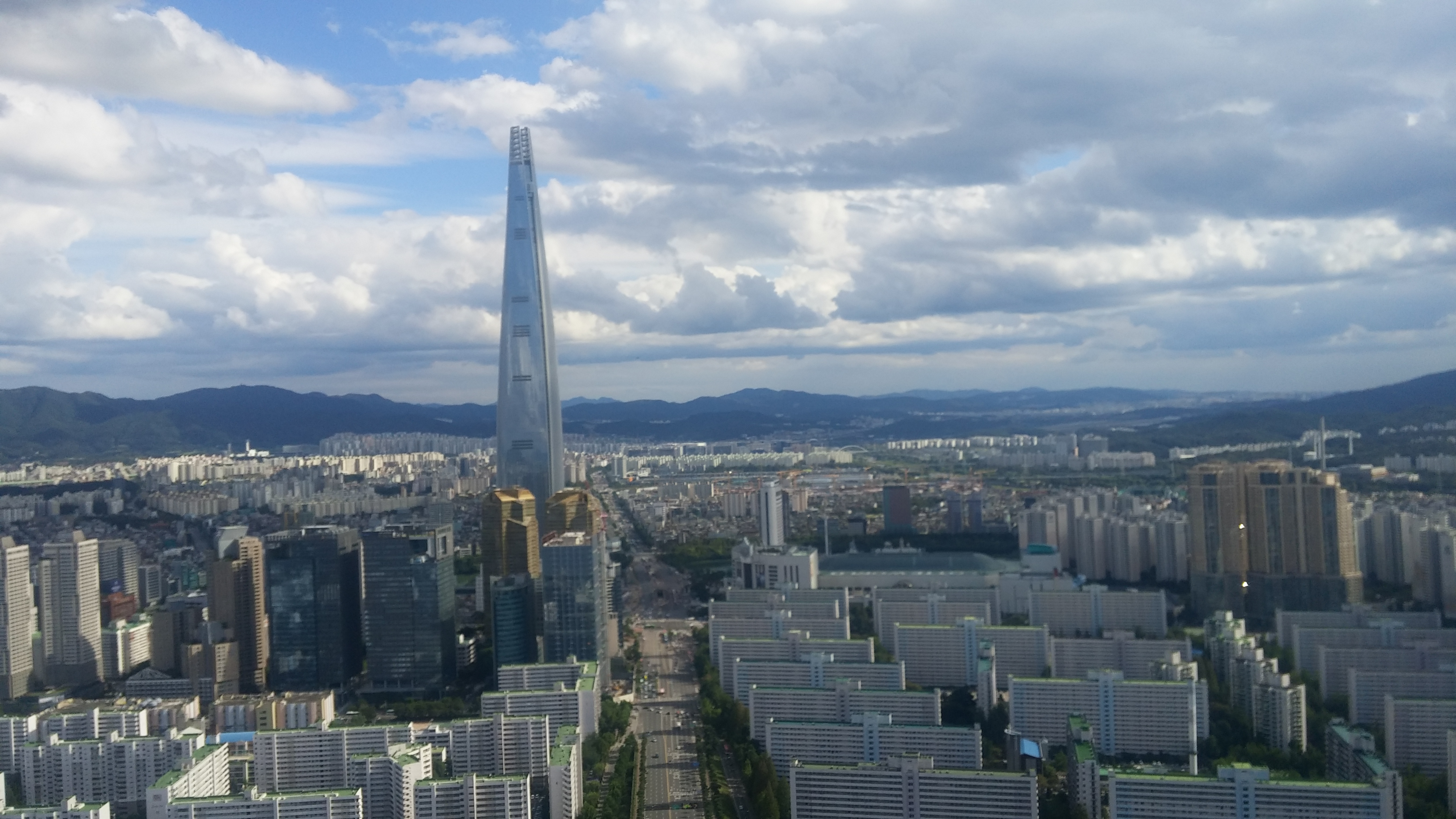
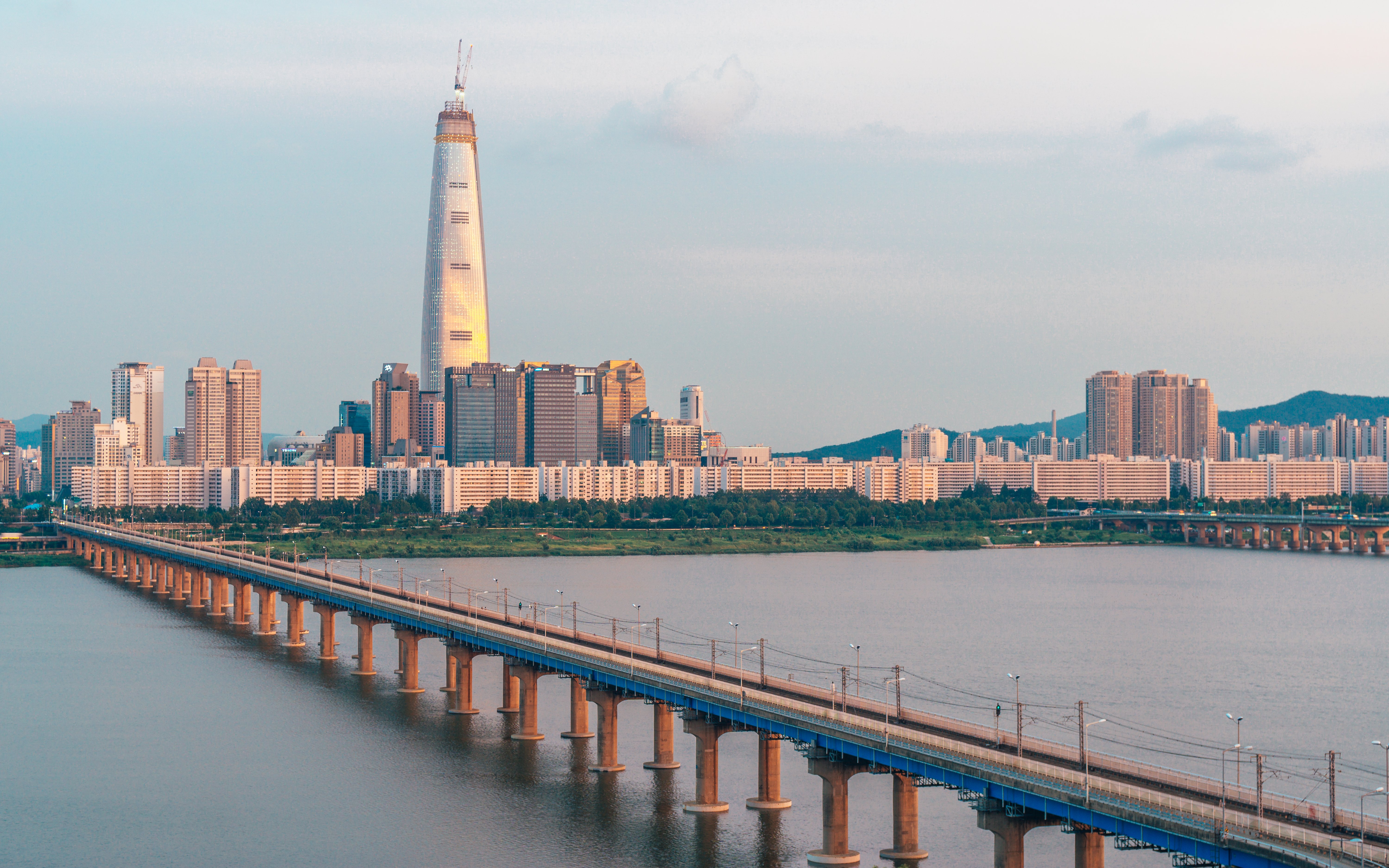
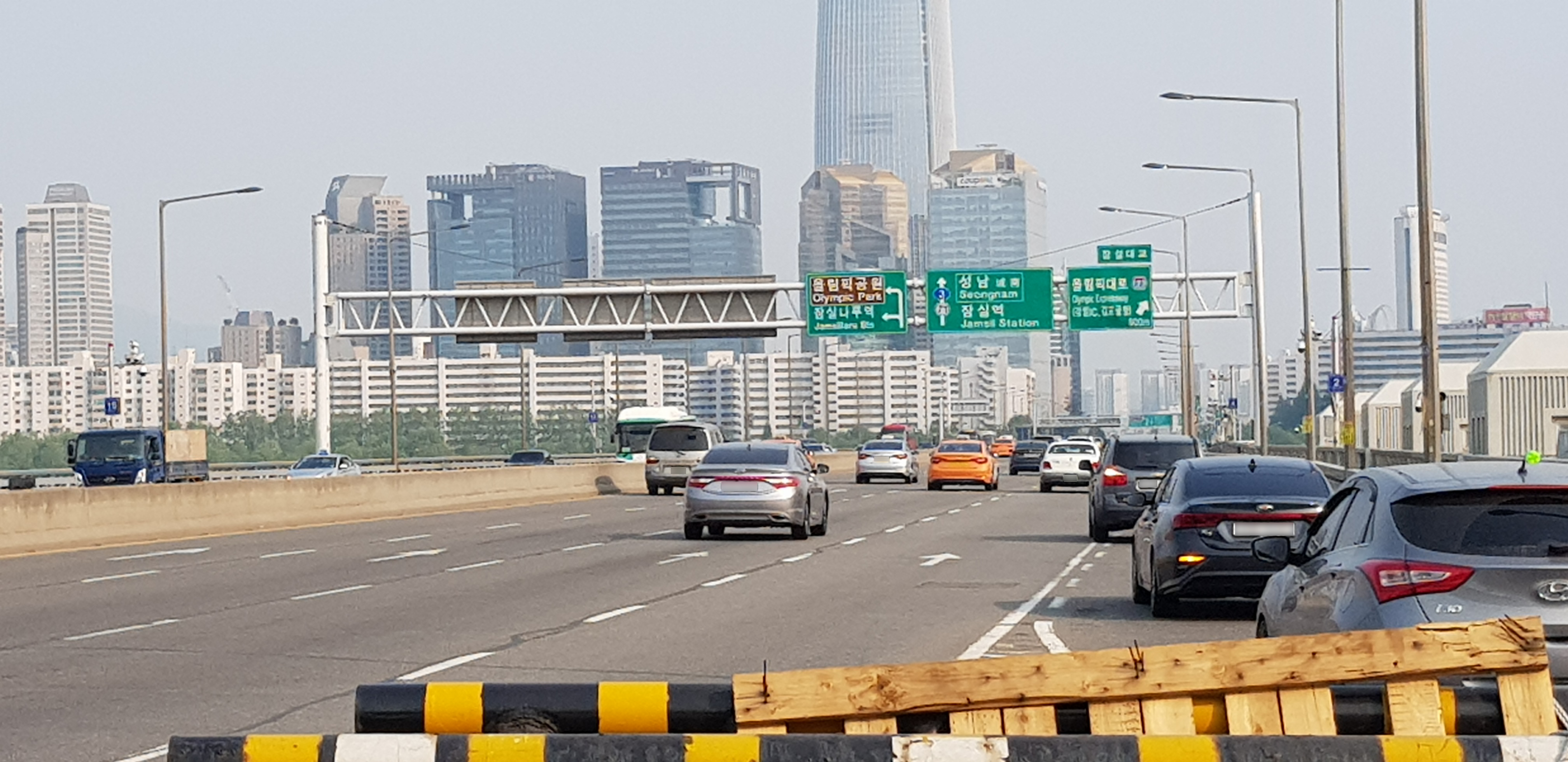

## 같이 보기
- 삼성SDS타워
- 서울특별시의 마천루 목록
- 서울 송파구의 마천루 목록